# Bill Prady
William Scott Prady (rođen 7. lipnja 1960) je televizijski scenarist i producent koji je radio na američkim komedijama i raznim programima, uključujući Dream On, Star Trek: Voyager, Dharma & Greg i Gilmore Girls te je sudjelovao u stvaranju Teorije Velikog praska.

## Karijera
Počeo je svoju karijeru u pisanju Lutki Jima Hensona. Tijekom njegova mandata u The Muppetsima, on je vizualno karikiran kao lutka "Chip". Godine 1991., Prady je bio nominiran za Emmy za pisanje postumnog priznanja Jimu Hensonu pod naslovom ("The Muppets Slave Jima Hensona").
Od 2007. do 2019. bio je sukreator sa Chuckom Lorre i izvršni producent CBS sitcoma Teorija Velikog praska.

## Nastavnik
Od jeseni 2012, Prady je honorarni član fakulteta u školi Filmske umjetnosti na Sveučilištu u Južnoj Kaliforniji. On je također povjerenik od Humanitas "New Voices" (novi glasovi) programa.